# رنو ۴سی‌وی
رنو ۴سی‌وی (Renault ۴CV) خودرویی است که در سال‌های ۱۹۴۷ تا ۱۹۶۱۱،۱۰۵،۵۴۳ در فرانسه، والادولید، اسپانیا، هینو، توکیو، ژاپن، سیدنی و استرالیا تولید شده‌است. 
این خودرو در کلاس خودرو کامپکت قرار گرفته، طراحی آن خودروهای موتور عقب-محور عقب بوده طول آن در حالت طبیعی ۳٬۶۶۳ میلیمتر (۱۴۴ اینچ)، عرض آن در حالت طبیعی ۱٬۴۳۰ میلیمتر (۵۶ اینچ) و ارتفاع آن در حالت طبیعی ۱٬۴۷۰ میلیمتر (۵۸ اینچ) و وزن آن در حالت طبیعی ۶۲۰ کیلوگرم (۱٬۳۷۰ پوند) است. سیستم جعبه‌دندهٔ آن ۳ دنده به صورت دستی است.
این مدل در زمان تولید و عرضه بعلت شباهتی که به فولکس قورباغه‌ای داشت، باعث شد که گروهی به اشتباه آن را کپی شده از این خودروی آلمانی فرض نمایند! که در واقع این‌گونه نبود. شرکت رنو از این مدل تعداد ۱٫۵ میلیون دستگاه بفروش رساند.

## نگارخانه

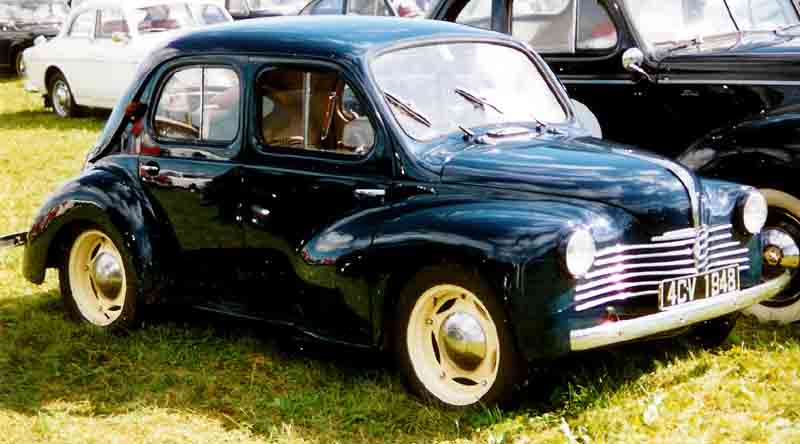
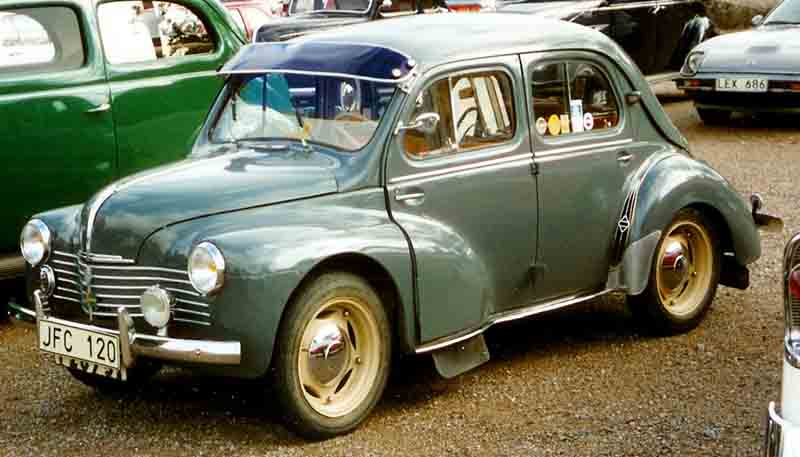
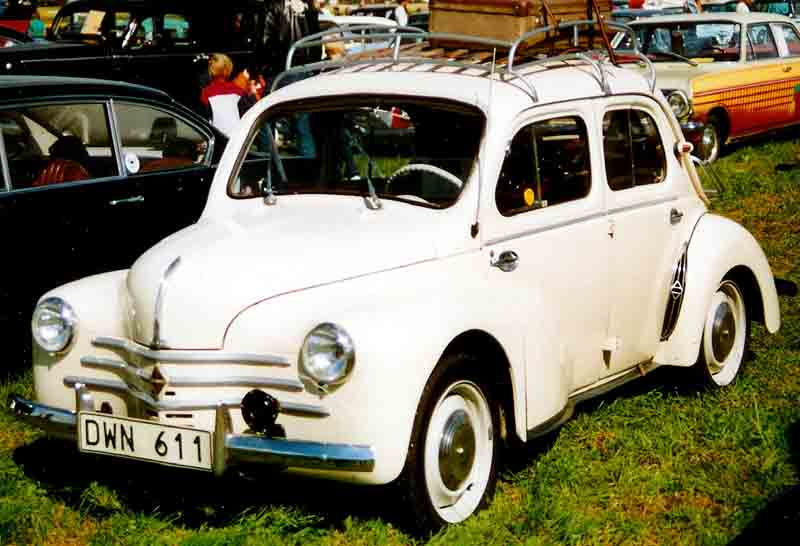
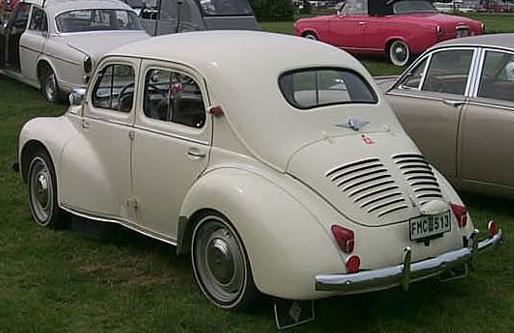
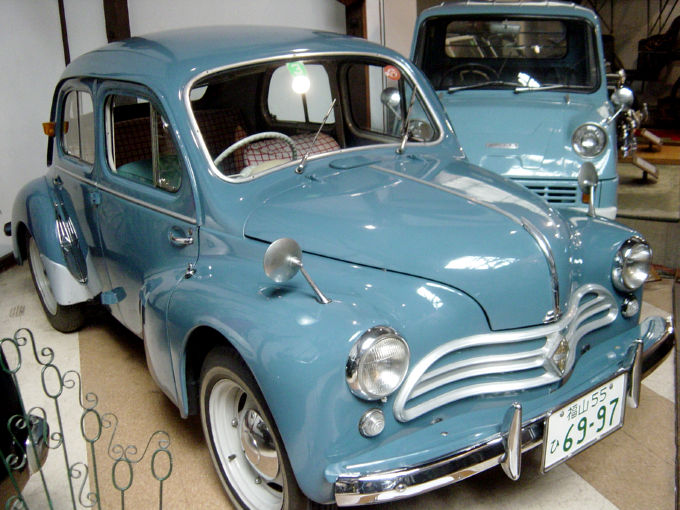
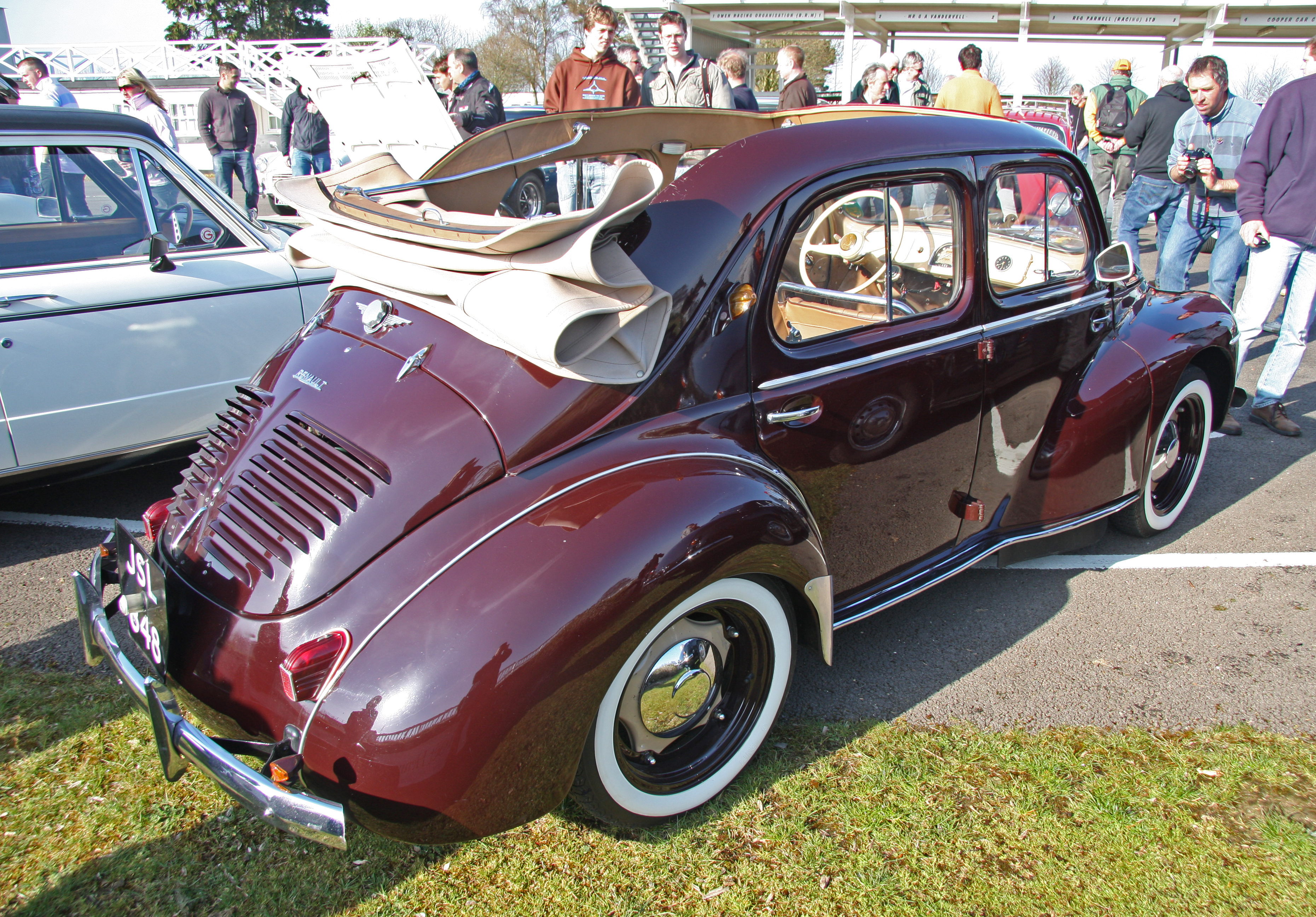
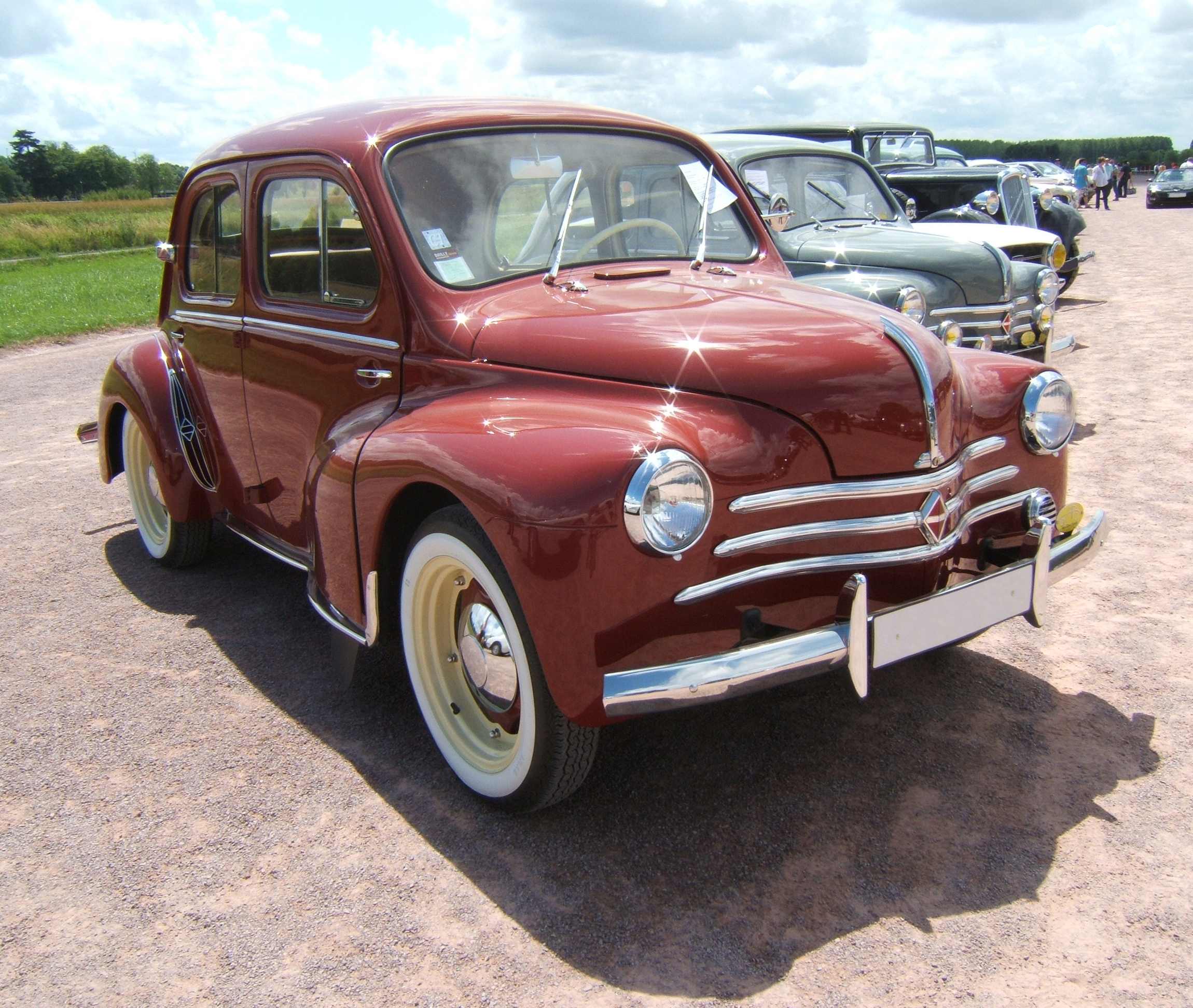
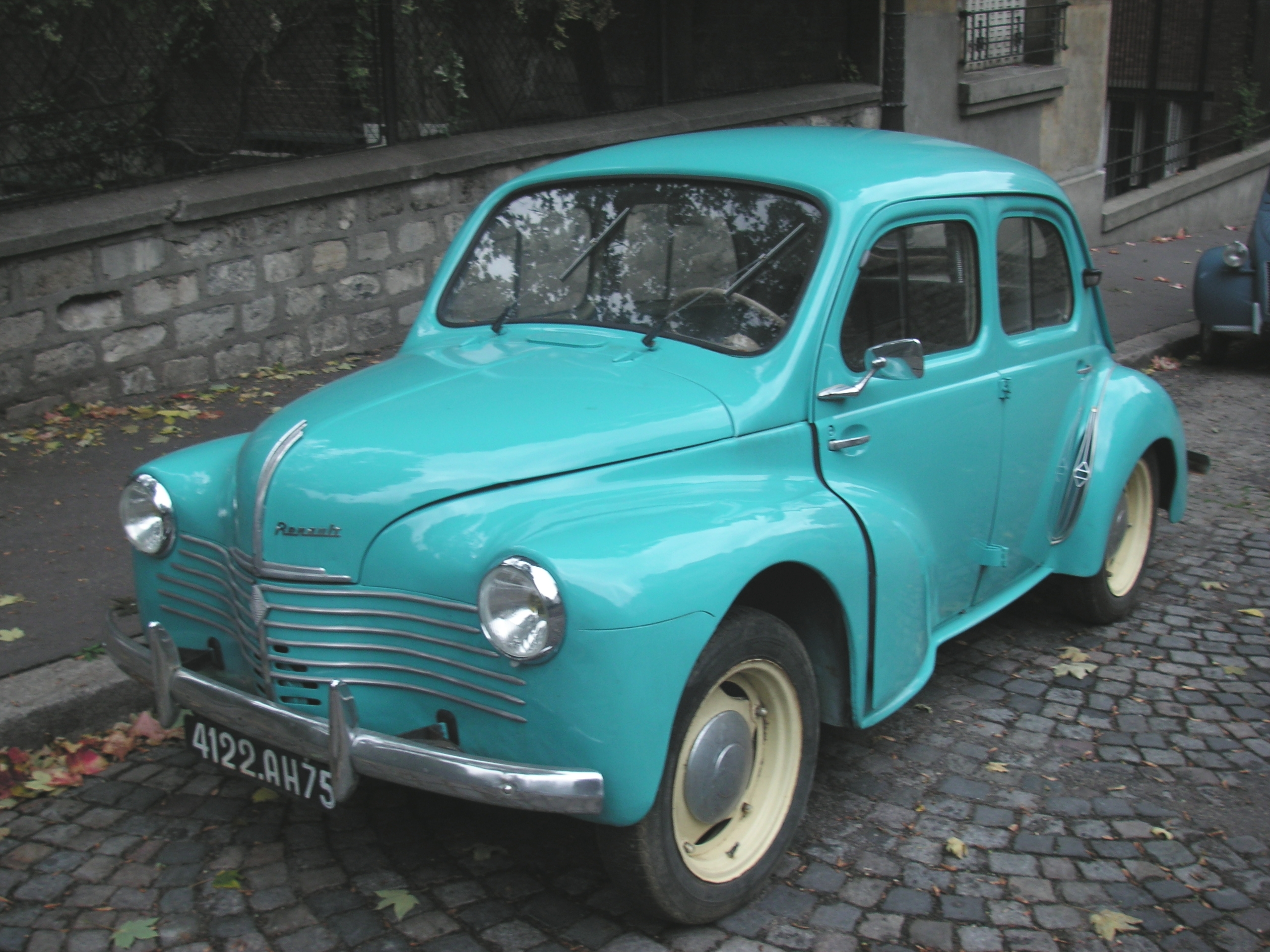
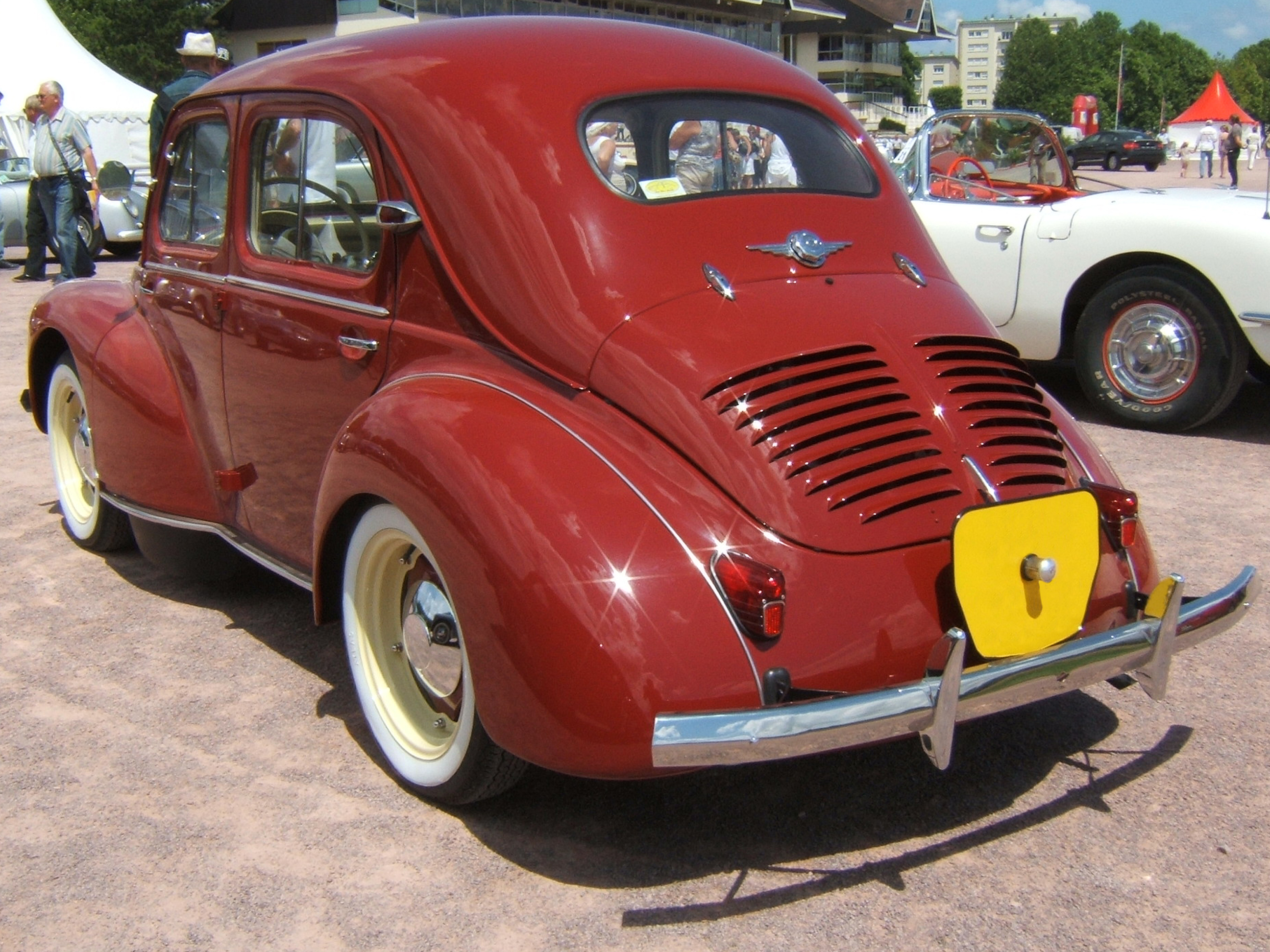
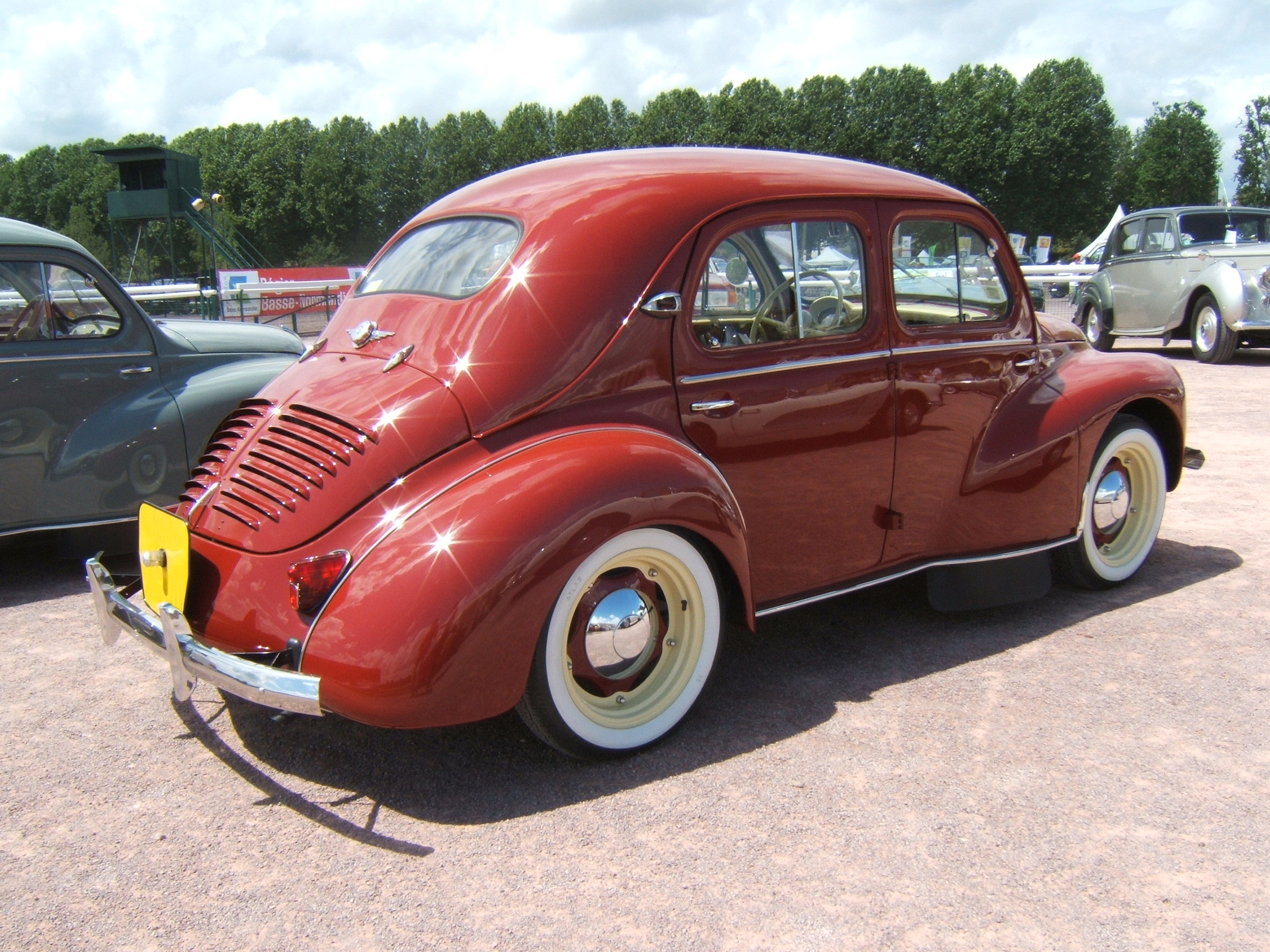